# Simon Yates (cyclisme)
Pour les articles homonymes, voir Simon Yates et Yates.

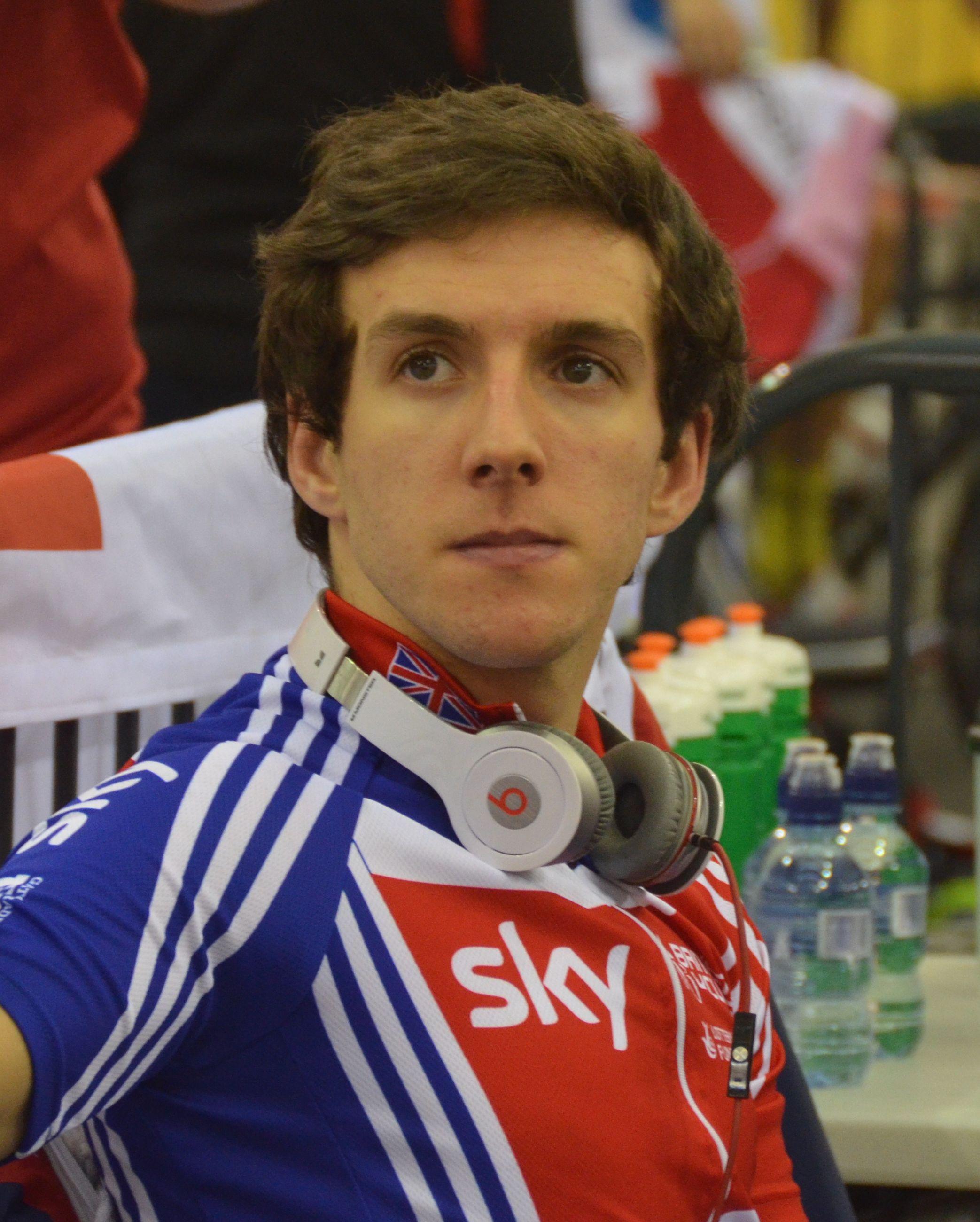
Simon Yates en 2012.

Simon Philip Yates, né le 7 août 1992 à Bury, est un coureur cycliste britannique. 
Sur piste, il est champion du monde de la course aux points en 2013. Sur route, il remporte en 2018 le Tour d'Espagne et en 2025 le Tour d'Italie. Il termine meilleur jeune du Tour de France 2017 et troisième du Tour d'Italie 2021. Il a gagné des étapes sur les trois grands tours (11 au total), ainsi que Tirreno-Adriatico en 2020.
Son frère jumeau, Adam, est lui aussi coureur cycliste professionnel.

## Carrière

### Carrière amateur
Simon Yates commence le cyclisme en 2004 au Bury Clarion Cycling Club, club que son père a fréquenté pendant vingt ans, et dans lequel son frère jumeau Adam fait également ses débuts. En catégorie junior, ils sont tous deux membres du club Eastlands Velo.
En 2010, Simon Yates devient champion du monde de l'américaine junior, avec Daniel McLay, et représente l'Angleterre aux Jeux du Commonwealth. À la fin de cette année, il intègre l'Olympic Academy Programme des moins de 23 ans, tandis qu'Adam, non sélectionné par cette structure de la fédération britannique, part courir en France. En 2011, il gagne une étape du Tour de l'Avenir, disputé avec l'équipe de Grande-Bretagne espoirs, et participe pour la première fois à une manche de coupe du monde sur piste, à Pékin. Il y obtient la médaille de bronze en poursuite par équipes. En 2012, il est champion de Grande-Bretagne de l'américaine élites en faisant équipe avec Mark Christian. En 2013, il dispute ses premiers championnats du monde sur piste élites à Minsk. Il gagne la médaille d'or de la course aux points, à 20 ans.
C'est au cours de la saison 2013 que Simon Yates se révèle véritablement dans les courses sur route. Cette année-là, il gagne deux étapes de montagne du Tour de l'Avenir, dont une devant son frère Adam. Sélectionné dans l'équipe nationale Britannique pour le Tour de Grande-Bretagne, il termine troisième et meilleur jeune du classement général. Lors de cette épreuve il remporte la sixième étape, conclue par une arrivée en bosse, en réglant au sprint un groupe de 9 coureurs dont Bradley Wiggins et Nairo Quintana.

### Carrière professionnelle

#### 2014: première saison
Fin 2013, il signe son premier contrat professionnel chez Orica-GreenEDGE. Il finit douzième de l'une de ses premières courses en World Tour, le Tour du Pays basque. Il se casse la clavicule en avril, lors de la troisième étape du Tour de Turquie, dont le classement général est remporté par son frère Adam.
En juillet, il dispute son premier Tour de France, dont le départ est donné à Leeds, en Angleterre. Il participe à des échappées lors des huitième et quatorzième étapes. Il abandonne après deux semaines de course, son directeur sportif Matthew White estimant que « pour un néo-pro de 21 ans, il a fait tout ce qu'il fallait faire. » Initialement présélectionné pour la course en ligne des championnats du monde, il est finalement retenu pour cette épreuve.

#### 2015: résultats sur les courses par étapes d'une semaine
En 2015, il est le leader de l'équipe lors de plusieurs courses, comme sur Paris-Nice où il est pour la première fois leader dans une course World Tour, qu'il finit 29e du classement général. Il est ensuite à son avantage au Tour du Pays basque. Aligné pour aider son frère jumeau Adam, celui-ci chute et c'est Simon qui prend la tête de Orica-GreenEDGE. Troisième à Arrate, lors de la quatrième étape, il impressionne le lendemain en attaquant dans la côte d'Aia et en allant chercher la sixième place, derrière les échappés, et en réalisant la meilleure ascension du côté des leaders. Alors troisième du classement général à 7 secondes de Joaquim Rodríguez, il est virtuel leader à mi-parcours du contre-la-montre final, avant de s'écrouler dans la double ascension d'Aia. Il finit cinquième du classement général, à 46 secondes de Joaquim Rodriguez. Il participe ensuite au Tour de Romandie, dont il prend la sixième place. Simon Yates, comme son frère Adam, n'est pas sélectionné malgré leur saison réussie pour la course en ligne des championnats du monde de Richmond. Ces absences ont suscité la surprise de certains observateurs mais Simon Yates déclare que d'autres coureurs sont meilleurs qu'eux pour faire partie de la sélection britannique pour une course qui ne leur correspond pas.

#### 2016: contrôle positif, victoire d'étape du Tour d'Espagne
Yates est contrôlé positif à la terbutaline à l'issue de Paris-Nice 2016 qu'il termine septième. Selon son équipe, ce contrôle résulte d'une erreur administrative du médecin prescripteur qui n'aurait pas signifié d'exemption thérapeutique pour la prise de ce produit par le coureur. Dans un premier temps, l'Union cycliste internationale ne le suspend pas provisoirement en se basant sur le règlement concernant un contrôle sur cette substance. Le 17 juin 2016, il est finalement suspendu quatre mois jusqu'au 17 juillet 2016 pour « dopage non-intentionnel » et ses résultats depuis son contrôle sont annulés. Au mois d'août il prolonge le contrat qui le lie à la formation australienne Orica-BikeExchange.

#### 2017: meilleur jeune du Tour de France
En 2017, lors de Paris-Nice, il s'impose en solitaire au sommet du mur de Fayence, devançant le futur vainqueur de la course au soleil, Sergio Henao, et Richie Porte. Sur le Tour de Romandie, il s'adjuge l'étape reine de l'épreuve en terminant devant Richie Porte. Durant l'été, il dispute le Tour de France, dont il prend la septième place. Il remporte le classement de meilleur jeune, succédant ainsi à son frère.

#### 2018: vainqueur du Tour d'Espagne et de l'UCI World Tour

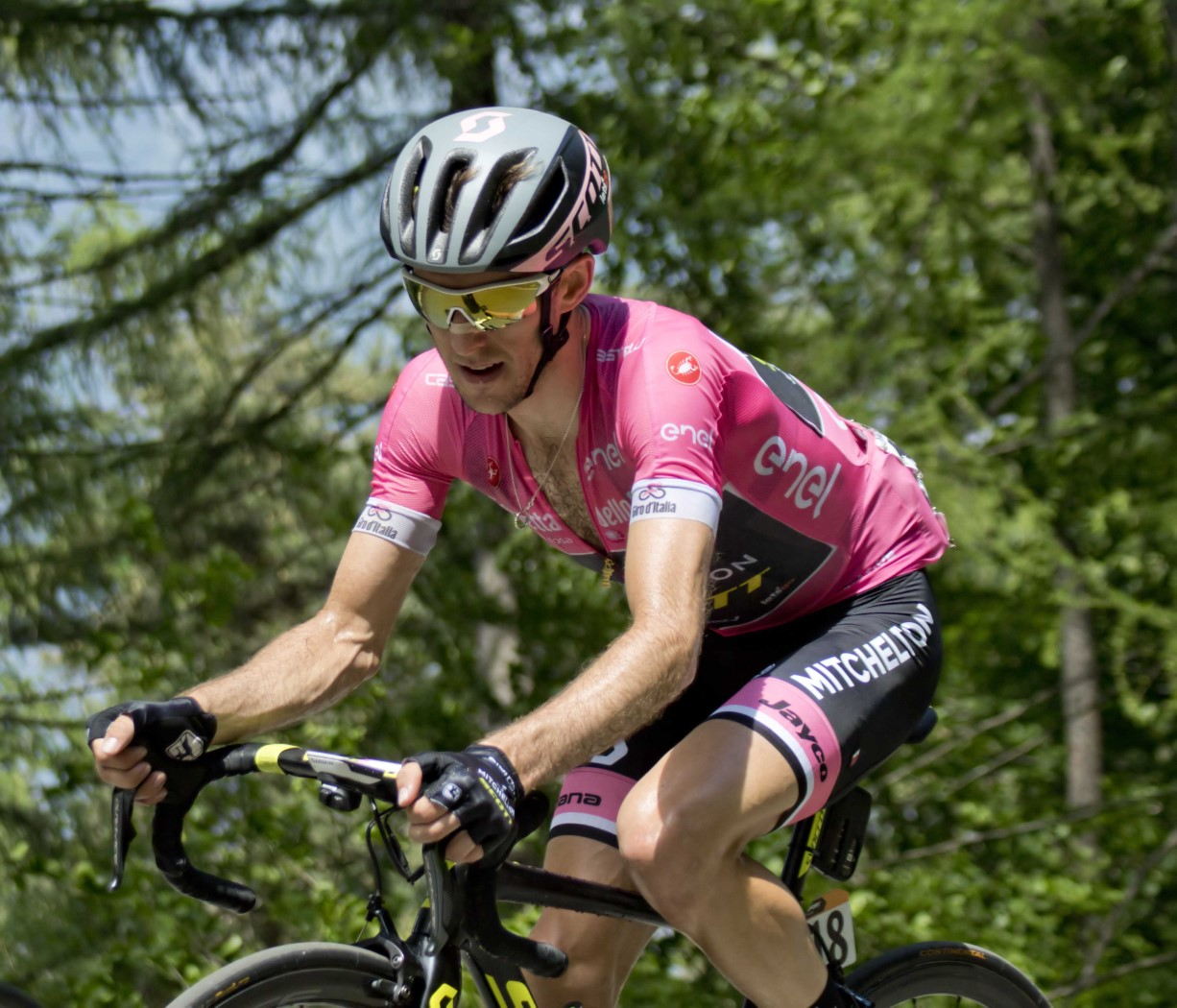
Yates portant le maillot rose du Tour d'Italie 2018

En début d'année 2018, il s'impose lors de l'« étape-reine » de Paris-Nice à Valdeblore et prend la tête du classement général. Il cède cependant le maillot jaune lors de la dernière étape, le lendemain, à Marc Soler qui le devance de quatre secondes. Dans la foulée, il se montre offensif sur le Tour de Catalogne, où il remporte la 7e étape et se classe quatrième du classement général. 
En mai, il prend le départ du Tour d'Italie en tant que co-leader avec Esteban Chaves. Lors de la victoire de Chaves sur la 6e étape au sommet de l'Etna, il prend le maillot rose de leader. Trois jours plus tard, lors de l'arrivée de la 9e étape à Campo Imperatore, il s'impose devant Thibaut Pinot et conforte sa place de leader. Lors de la quatorzième étape qui mène au Monte Zoncolan, il finit à six secondes de Christopher Froome et voit ainsi la différence avec ses plus proches concurrents s'accroître un peu plus. Le lendemain, il remporte en solitaire sa troisième étape, repoussant ses adversaires à plus de deux minutes au général. Lors du contre-la-montre de 34 kilomètres qui lance la troisième semaine de course, il limite les écarts et conserve 56 secondes d'avance sur le vainqueur sortant et champion du monde de la spécialité Tom Dumoulin. Cependant, lors de la dix-neuvième étape, il subit une violente défaillance, finissant à plus de 38 minutes du vainqueur de l'étape Froome. Celui-ci, à la suite d'une échappée en solitaire de près de 80 kilomètres, prend la tête du classement général. Simon Yates termine finalement 21e du général à une heure et quart de Froome. 
Après le Giro, il fait son retour lors de la Prueba Villafranca de Ordizia, où il termine deuxième derrière son coéquipier Robert Power. Il revient ensuite sur le circuit World Tour lors du Tour de Pologne en août, où il gagne la dernière étape après une attaque en solitaire et termine deuxième du général derrière le local Michał Kwiatkowski.

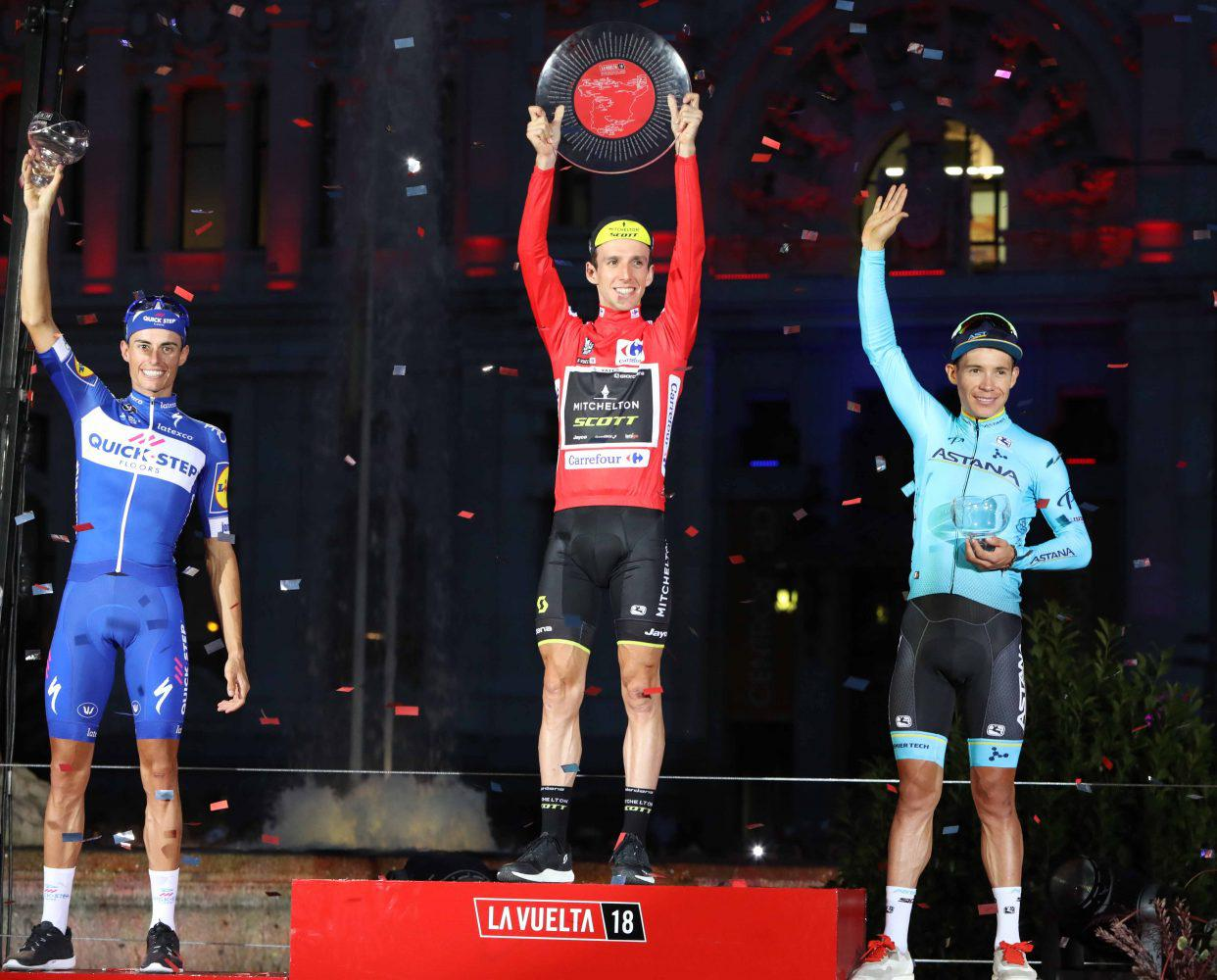
Yates (au centre) sur le podium du Tour d'Espagne 2018.

Il est leader de son équipe sur le Tour d'Espagne, avec le soutien de son frère jumeau. Il est placé à la troisième place du classement général après la quatrième étape, la première étape de montagne, à dix secondes du leader Kwiatkowski. Lors de la neuvième étape, il prend le maillot rouge du leader à Rudy Molard, la veille de la première journée de repos. Cependant, il perd la tête du général lors de la 12e étape, lorsque son équipe décide de laisser partir une grande échappée. Le maillot rouge est récupéré par Jesús Herrada, qui devance Yates et Valverde. Yates remporte la quatorzième étape, récupérant la tête du classement général. Il augmente son avance lors de la seizième étape (un contre-la-montre individuel) et la dix-neuvième étape. Lors de la dernière étape de montagne, Yates attaque ses rivaux lors de l'avant-dernière ascension, rejoignant Miguel Ángel López et Nairo Quintana aux côtés d'Enric Mas en tête de la course. Il finit troisième de l'étape derrière Mas et Lopez et assure sa victoire lors de la dernière étape à Madrid pour remporter son premier grand tour. Grâce à cette victoire il prend la tête de UCI World Tour et le conserve jusqu'en fin d'année.

#### 2019: victoires d'étape sur le Tour de France
En début de saison 2019, Yates remporte une étape du Tour d'Andalousie. Alors qu'il considérait auparavant le contre-la-montre comme une faiblesse, il s'est lentement amélioré depuis ses années juniors, ce qui lui permet de signer sa première victoire dans l'exercice lors du contre-la-montre vallonné de Paris-Nice. Il annonce ensuite que son objectif principal de la saison est le Tour d'Italie et déclare publiquement qu'il se considère comme « le favori numéro un » de la course. Il commence bien la course avec une deuxième place sur le contre-la-montre inaugural derrière Primož Roglič. Ses espoirs de victoires se réduisent après la 9e étape disputée sous la forme d'un contre-la-montre où il perd plus de 3 minutes, reculant à la 24e place du général. Il perd encor perdu du temps dans la 13e étape et malgré une deuxième place lors de la 19e étape, il doit se contenter de la huitième place au classement final à Vérone. Il est sélectionné pour le Tour de France pour aider son frère Adam au classement général. Lors de la douzième étape, il participe à l'échappée et remporte l'étape au sprint devant Peio Bilbao et Gregor Mühlberger. Il récidive lors de la quinzième étape où il prend une nouvelle fois l'échappée, attaque à 9 km de l'arrivée et dépose son dernier compagnon d'échappée Simon Geschke pour signer un deuxième succès d'étape.

#### 2020: succès sur Tirreno Adriatico
Il commence sa saison en terminant septième du Tour Down Under et dixième de la Cadel Evans Great Ocean Road Race. La saison est ensuite arrêtée jusqu'en août en raison de la pandémie de Covid-19. À la reprise des courses, il se classe 16e du Tour de Burgos, puis troisième du Tour de Pologne. En septembre, il remporte une étape et le général de Tirreno Adriatico devant Geraint Thomas et devient le premier vainqueur britannique de la course. Il est annoncé comme l'un des favoris du Tour d'Italie disputé en octobre. Cependant, à l'issue de la septième étape, il ressent des symptômes évoquant la maladie à coronavirus 2019. Deux tests détectent la présence du SARS-CoV-2 ce qui entraîne son retrait de la course alors qu'il occupe la 21e place du général,, ainsi que la fin de sa saison.

#### 2021: podium sur le Giro
Simon Yates participe à Tirreno-Adriatico dont il est le tenant du titre. Moins tranchant que la saison précédente, il termine cette édition de la Course des deux mers à la 10e place à prè sde huit minutes du vainqueur Tadej Pogačar. Aligné ensuite au Tour de Catalogne, il termine neuvième à 1 minute et 32 secondes du vainqueur, son frère Adam Yates. En avril, en préparation du Giro, il domine le Tour des Alpes, où il gagne une étape après 30 kilomètres en échappée et le classement général.  
Deux semaines plus tard, il prend part au Tour d'Italie  dont il fait partie des favoris pour la victoire finale. Il déclare avoir appris de son échec en 2018 et souhaite rester "attentif" et "calme" en vue de la troisième semaine durant laquelle se jouera la victoire finale. Intégrant le top 10 à l'issue de la sixième étape, Yates ne le quitte pas jusqu'à la fin du Giro, étant même le dauphin d'Egan Bernal entre la quatorzième et la seizième étape. Il remporte la 19e étape au sommet de l'Alpe di Mera devant João Almeida et Egan Bernal, soit la quatrième étape de sa carrière dans un Giro après ses trois victoires en 2018. Il se classe finalement troisième de la course derrière Bernal et Damiano Caruso et monte pour la première fois sur le podium du Giro.
Il court ensuite le Tour de France pour viser les étapes et pour préparer la course en ligne des Jeux olympiques de Tokyo. Il doit cependant abandonner la course en raison d'une chute lors de la 13e étape. Il doit ensuite se contenter de la 17e place aux Jeux olympiques, sans pouvoir être en mesure de suivre les meilleurs. En dernière partie de saison, il termine notamment quatrième du Tour de Croatie.

#### 2022: deuxième de Paris-Nice et succès d'étapes sur le Giro

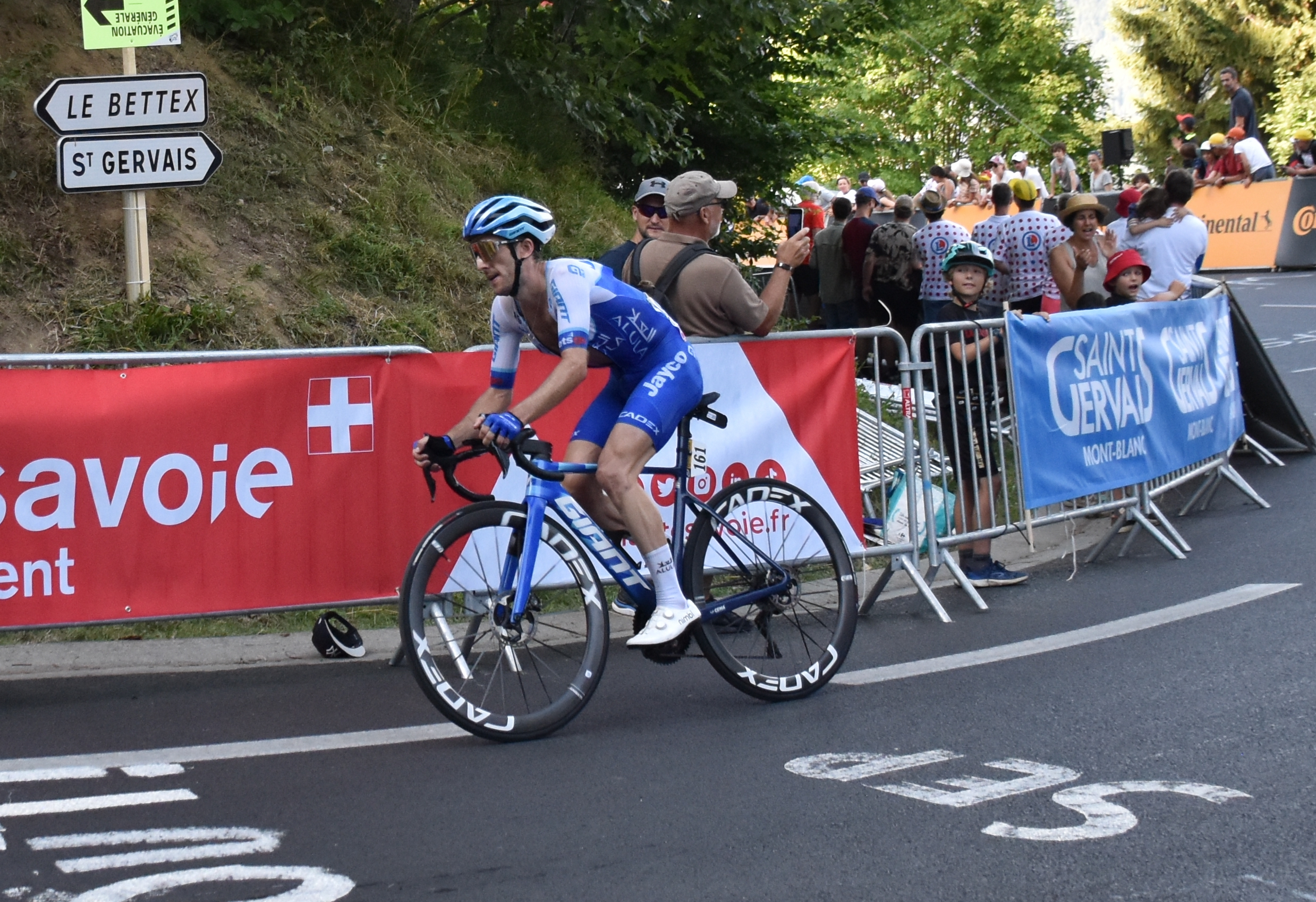
Simon Yates lors de la 15e étape du Tour de France 2023

Il entame son année 2022 avec l'ambition de viser la victoire sur le Tour d'Italie, après son podium l'année précédente. Il reprend la compétition en février avec une cinquième place du Tour d'Andalousie. Présent au départ de Paris-Nice, il occupe la quatrième place après le contre-la-montre du quatrième jour qui voit un triplé de l'équipe Jumbo-Visma. Le lendemain, il remonte à la deuxième place du général derrière Primož Roglič, puis est proche de renverser la course lors de la dernière étape, qu'il remporte en solitaire. Il termine finalement deuxième du général à 29 secondes de Roglič. Après un abandon sur le Tour de Catalogne, il gagne deux étapes du Tour des Asturies et se classe 17e du classement général en raison d'une défaillance au cours de la deuxième étape.
Lors du Tour d'Italie, il remporte tout d'abord la deuxième étape disputée en contre-la-montre individuel à Budapest. Il subit une chute au cours de la quatrième étape. Atteint dès lors de douleurs au genou droit, il perd toute chance au classement général lors de la neuvième étape où il atteint le sommet du Blockhaus en 34e position à plus de onze minutes du groupe de tête. Membre d'une échappée, il remporte en solitaire la quatorzième étape avant de quitter la course au cours de la dix-septième étape, car toujours gêné par sa chute de la quatrième étape.
De retour à la compétition à la fin du mois de juillet, il gagne coup sur coup la Classique d'Ordizia, ainsi que le général et une étape du Tour de Castille-et-León. Sixième de la Classique de Saint-Sébastien, il participe avec ambition au Tour d'Espagne. Yates est cinquième du classement général au terme de la dixième étape. Testé positif au SARS-CoV-2 le lendemain, il ne prend pas le départ de la onzième étape. Victime d'une chute à l'entraînement, il n'est finalement pas au départ du Tour de Lombardie en fin de saison.

#### 2023-2024: deux dernières saisons chez Jayco AlUla
En janvier 2023, Simon Yates remporte la dernière étape et termine deuxième au Tour Down Under derrière Jay Vine. En mars, il participe à Paris-Nice, où il prend la quatrième place, puis enchaine le mois suivant avec une neuvième place sur le Tour du Pays basque. Lors de la 1re étape du Tour de France, il s'échappe avec son frère Adam dans la descente menant à l'arrivée à Bilbao. Il est lâché par son frère dans les derniers mètres et termine deuxième de cette étape. Longtemps à la lutte pour le podium final, il termine ce Tour  à la quatrième place du classement général, juste derrière son frère jumeau. En deuxième partie de saison, il décroche plusieurs tops 10, dont une troisième place au Tour d'Émilie, une cinquième du Tour de Lombardie et sixième du Grand Prix cycliste de Montréal.
Sa saison 2024 est moins réussie. Septième du Tour Down Under en janvier, il remporte ensuite la dernière étape et le classement général de l'AlUla Tour en Arabie saoudite. Par la suite, il est seulement douzième du Tour de France et manque de peu la victoire en échappée sur deux étapes de la dernière semaine : deuxième à Superdévoluy et troisième à Isola 2000.

#### 2025: vainqueur du Tour d'Italie
En 2025, après 11 ans dans l'équipe australienne Jayco-AIUIa, il signe chez Visma-Lease a Bike. Il estime avoir atteint les limites de ses capacités avec l'équipe australienne et recherche une autre approche pour redevenir performant. Il signe deux ans dans la formation néerlandaise, avec qui, il a accepté une baisse de salaire et bénéficie d'une certaine liberté avec la possibilité de rouler pour ses propres ambitions.
Il est au départ du Tour d'Italie 2025 avec le statut de leader de son équipe vu les absences de Jonas Vingegaard et de Matteo Jorgenson. Il ne se fait pas remarquer, mais, troisième au départ de la 20e étape, à 1 min 21 du maillot rose Isaac Del Toro, il attaque dans le col du Finestre, double Del Toro et Richard Carapaz, et avec l'aide de son équipier Wout van Aert qu'il rejoint dans la descente, Simon Yates endosse le maillot rose à Sestrières avec une avance au classement général de presque quatre minutes. Le lendemain, après la dernière étape à Rome, il remporte son deuxième Grand Tour, sept ans après la Vuelta.

## Palmarès sur route

### Palmarès par année
- 2010
  - British Junior Men's Road Series
  - 2e de l'Eddie Soens Memorial
  - 3e de l'Isle of Man Junior Tour
- 2011
  - 6e étape du Tour de l'Avenir
- 2013
  -  Champion de Grande-Bretagne sur route espoirs
  - Arden Challenge :
    - Classement général
    - 4e étape

  - 5e et 6e étapes du Tour de l'Avenir
  - 6e étape du Tour de Grande-Bretagne
  - 3e de la Côte picarde
  - 3e du Tour de Grande-Bretagne
- 2014
  - 3e du championnat de Grande-Bretagne sur route
- 2015
  - 5e du Tour du Pays basque
  - 5e du Critérium du Dauphiné
  - 6e du Tour de Romandie
- 2016
  - Classique d'Ordizia
  - 6e étape du Tour d'Espagne
  - 2e du Circuit de Getxo
  - 6e du Tour d'Espagne
  - 7e de la Classique de Saint-Sébastien

- 2017
  - 6e étape de Paris-Nice
  - Grand Prix Miguel Indurain
  - 4e étape du Tour de Romandie
  -  Classement du meilleur jeune du Tour de France
  - 2e du Tour de Romandie
  - 7e du Tour de France
  - 9e de Paris-Nice
- 2018
  - Vainqueur de l'UCI World Tour
  - 7e étape de Paris-Nice
  - 7e étape de Tour de Catalogne
  - 9e, 11e et 15e étapes du Tour d'Italie
  - 7e étape du Tour de Pologne
  - Tour d'Espagne :
    -  Classement général
    -  Classement du combiné
    - 14e étape

  - 2e de Paris-Nice
  - 2e du Tour de Pologne
  - 2e de la Classique d'Ordizia
  - 4e du Tour de Catalogne
- 2019
  - 4e étape du Tour d'Andalousie
  - 5e étape du Paris-Nice (contre-la-montre)
  - 12e et 15e étapes du Tour de France
  - 8e du Tour d'Italie
- 2020
  - Tirreno-Adriatico :
    - Classement général
    - 5e étape

  - 3e du Tour de Pologne
  - 7e du Tour Down Under
  - 10e de la Cadel Evans Great Ocean Road Race
- 2021
  - Tour des Alpes : 
    - Classement général
    - 2e étape

  - 19e étape du Tour d'Italie
  - 3e du Tour d'Italie
  - 9e du Tour de Catalogne
  - 10e de Tirreno-Adriatico
- 2022
  - 8e étape de Paris-Nice
  - 1re et 3e étapes du Tour des Asturies
  - 2e (contre-la-montre) et 14e étapes du Tour d'Italie
  - Classique d'Ordizia
  - Tour de Castille-et-León : 
    - Classement général
    - 2e étape

  - 2e de Paris-Nice
  - 6e de la Classique de Saint-Sébastien
- 2023
  - 5e étape du Tour Down Under
  - 2e du Tour Down Under
  - 3e du Tour d'Émilie
  - 4e du Tour de France
  - 4e de Paris-Nice
  - 5e du Tour de Lombardie
  - 6e du Grand Prix cycliste de Montréal
  - 9e du Tour du Pays basque
- 2024
  - AlUla Tour : 
    - Classement général
    - 5e étape

  - 7e du Tour Down Under
- 2025
  -  Classement général du Tour d'Italie
  - 10e étape du Tour de France
  - 9e du Tour de Catalogne

### Résultats sur les grands tours

#### Tour de France
8 participations
- 2014 : non-partant (16e étape)
- 2015 : 89e
- 2017 : 7e,  vainqueur du classement du meilleur jeune
- 2019 : 49e, vainqueur des 12e et 15e étapes
- 2021 : abandon (13e étape)
- 2023 : 4e
- 2024 : 12e
- 2025 : 15e et  vainqueur de la 10e étape

#### Tour d'Italie
6 participations
- 2018 : 21e, vainqueur des 9e, 11e et 15e étapes,  maillot rose pendant 13 jours
- 2019 : 8e
- 2020 : non-partant (8e étape)
- 2021 : 3e, vainqueur de la 19e étape
- 2022 : abandon (17e étape), vainqueur des 2e  (contre-la-montre) et 14e étapes
- 2025 :  Vainqueur du classement général,  maillot rose pendant 2 jours

#### Tour d'Espagne
4 participations
- 2016 : 6e, vainqueur de la 6e étape
- 2017 : 44e
- 2018 :  Vainqueur du classement général,  du classement du combiné et de la 14e étape,  maillot rouge pendant 11 jours
- 2022 : non-partant (11e étape)

### Classements mondiaux
| Année                                 | 2011 | 2012 | 2013 | 2014 | 2015 | 2016 | 2017 | 2018 | 2019 | 2020 | 2021 | 2022 | 2023 | 2024 |
| ------------------------------------- | ---- | ---- | ---- | ---- | ---- | ---- | ---- | ---- | ---- | ---- | ---- | ---- | ---- | ---- |
| UCI World Tour                        |      |      |      | nc   | 36e  | 52e  | 33e  | 1er  |      |      |      |      |      |      |
| Classement mondial                    |      |      |      |      |      | 63e  | 47e  | 2e   | 102e | 27e  | 36e  | 38e  | 11e  | 88e  |
| UCI Europe Tour                       | 859e | nc   | 113e |      |      | 87e  | 344e | 507e | 84e  | 23e  | 32e  | 32e  | 11e  | 72e  |
|                                       |      |      |      |      |      |      |      |      |      |      |      |      |      |      |
| Légende : nc = non classéSource : UCI |      |      |      |      |      |      |      |      |      |      |      |      |      |      |

## Palmarès sur piste

### Championnats du monde
- Minsk 2013
  -  Champion du monde de la course aux points
  - 11e de l'américaine

### Championnats du monde juniors
- Montichiari 2010
  -  Champion du monde de l'américaine juniors (avec Daniel McLay)
  -  Médaillé d'argent de la poursuite par équipes juniors

### Championnats nationaux
- 2009
  - 3e du championnat de Grande-Bretagne de l'américaine juniors
- 2010
  -  Champion de Grande-Bretagne de l'américaine juniors (avec Adam Yates)
  - 2e du championnat de Grande-Bretagne de course aux points juniors
  - 2e du championnat de Grande-Bretagne du scratch juniors
  - 2e du championnat de Grande-Bretagne de course aux points
  - 2e du championnat de Grande-Bretagne du scratch
- 2012
  -  Champion de Grande-Bretagne de l'américaine (avec Mark Christian)
  -  Champion de Grande-Bretagne de poursuite par équipes (avec Owain Doull, Samuel Harrison et Alistair Slater)
  -  Champion de Grande-Bretagne de l'omnium